# Anisognathus notabilis
Az Anisognathus notabilis a madarak osztályának verébalakúak (Passeriformes) rendjébe és a tangarafélék (Thraupidae) családjába tartozó faj.

## Rendszerezése
A fajt Philip Lutley Sclater angol ügyvéd és zoológus írta le 1855-ben, a Tanagra nembe Tanagra notabilis néven. Besorolása vitatott, egyes szervezetek a Compsocoma nembe helyezik Compsocoma notabilis néven.

## Előfordulása
Az Andok nyugati lejtőin, Kolumbia és Ecuador területén honos. Természetes élőhelyei a szubtrópusi és trópusi hegyi esőerdők. Állandó, nem vonuló faj.

## Megjelenése
Testhossza 18 centiméter.
|  |

## Életmódja
Gyümölcsökkel táplálkozik, feltehetően rovarokat is fogyaszt.

## Természetvédelmi helyzete
Elterjedési területe kicsi és az egyedszáma is csökken, de még nem éri el a kritikus szintet. A Természetvédelmi Világszövetség Vörös listáján nem fenyegetett fajként szerepel.

## További információ
- Képek az interneten a fajról
- Internet Bird Collection - videók a fajról
- Xeno-canto.org - a faj hangja és elterjedési területe